# Menchu Gal
Carmen Gal Orendain, més coneguda com a Menchu Gal   (Irun, 7 de gener de 1919 - 12 de març de 2008), va ser una pintora espanyola del segle xx, la primera dona guanyadora del Premi Nacional de Pintura (1959) amb l’obra 'Un paisaje de Arrayoz”, reconeguda com una de les principals artistes plàstiques de la postguerra que més reputació nacional va obtenir durant els anys cinquanta i seixanta.

## Biografia
Menchu Gal va néixer a Irun (Guipúscoa) el 7 de gener de 1919, en una família amb un alt nivell econòmic i cultural. Des de ben petita, a l'escola ja mostrava interès pel dibuix i la pintura. Era una nena molt creativa, que preferia aprofitar el seu temps pintant. Ja amb set anys, els seus pares veient els seus dots i habilitats per a la pintura van decidir contractar el pintor Gaspar Montes Iturrioz perquè fos el seu professor, fent-li classes de dibuix a domicili. El 1928, amb nou anys, va començar a anar a l'acadèmia particular de Gaspar Montes, convertint-se en una de les seves primeres deixebles.
Amb pocs anys ja destacava per la seva capacitat de pintar amb colors forts, de manera personal i expressiva sense fixar-se en com ho feien els altres. Gaspar Montes Iturrioz hi va veure capacitats i talent per dedicar-se exclusivament a la pintura i va convèncer els seus pares perquè anés a París a descobrir noves maneres de dibuixar i pintar i absorbir les influències i estils d'aquell moment. Així doncs, amb tretze anys (1932) es va matricular a l'Académie d'Amédée Ozenfant a París. Aquells anys a París no van ser els seus millors, l'acadèmia era estricta i purista, l'obligaven a dibuixar amb llapis i no li deixaven utilitzar colors, que era com ella se sentia més còmoda i el que realment li agradava. A París, però, en una exposició de pintura descobrí obres del fauvista Henri Matisse i de l'expressionista Moïse Kisling, dos personatges que en un futur prendria com a referents, pels seus estils pictòrics.
El 1934 es traslladà a Madrid, on es matriculà a l'Escola de Belles Arts de San Fernando i perfeccionà la seva pintura a l'estudi de Marisa Roësset. Durant aquest període conegué futurs pintors com José Caballero, Juan Antonio Morales, Sofía Morales, Carmen Vives i Pedro Bueno.
El 1936, quan començà la Guerra Civil, el seu pare morí i juntament amb la seva família es veieren obligats a refugiar-se a la població francesa de Tardets.

### Postguerra
El 1939, un cop acabada la guerra, es traslladaren temporalment a Sant Sebastià mentre reconstruïen la casa familiar d'Irun.
Malgrat que l'economia familiar empitjorava, Menchu Gal continuà treballant com a pintora i en una exposició a Saragossa, l'any 1943, aconseguia vendre disset quadres. Aquell mateix any viatjà a Madrid, on es traslladà definitivament dos anys més tard. Allà conegué el pintor José Gutierrez Solana, que s'interessà per un dels seus quadres i s'introduÍ dins un cercle d'artistes pintors interessats en el paisatge, entre els quals trobem Daniel Vázquez Díaz, Benjamín Palencia, Pancho Cosío, Rafael Zabaleta i Juan Manuel Díaz Caneja. S'uní a ells en una exposició conjunta a la Galeria Clan, i a partir d'aquest moment, formarien un grup anomenat la "Joven Escuela de Madrid" (batejada així el 1946).
Aquests anys seran anys de formació per a l'artista; tindrà contacte amb els diferents corrents artístics de la dècada de 1940 que intenten trencar amb l'academicisme.
Paral·lelament a la seva participació amb el grup de la "Joven Escuela de Madrid", i fins a finals de la dècada del 1950, Menchu Gal desenvolupà una febril activitat expositiva amb l'objectiu de conquerir artísticament les ciutats de Sant Sebastià, on realitzà cinc exposicions, la més important a les Sales Municipals d'Art el 1955, on presentà 60 obres representatives de tota la seva feina.
Menchu Gal participà en moltes exposicions, tant col·lectives com individuals, i fou guardonada amb nombrosos premis. El més rellevant institucionalment fou el Premi Nacional de pintura, en què li atorguen el primer premi el 1959 (prèviament al 1957 havia obtingut la segona posició).
El 12 de març de 2008 moria amb 89 anys a Irun, la seva ciutat natal, on havia viscut els últims 5 anys. Acabaven així setanta-set anys de vida pictòrica, en els quals Menchu Gal havia estat capaç d'oferir 70 exposicions individuals i de participar en 232 de col·lectives (18 de les quals en països estrangers). El 2010 s'inaugurava la Sala Menchu Gal a Irun.

## Estil pictòric
La pintura de Menchu Gal és figurativa. S'apropia de la realitat de forma subjectiva, convertint-la en una realitat poetitzada plena de vitalitat, accents i estructures lumíniques. Menchu incorpora característiques de diversos moviments en els seus quadres, entre les quals el color expressiu del fauvisme, la composició del cubisme, la pinzellada de l'expressionisme i les textures pròpies de l'abstracció. Tot i això, podem dir que al llarg de la seva trajectòria Menchu s'ha mantingut fidel al seu estil personal, acceptant els suggeriments de les successives modes però sense desvincular-se del seu llenguatge pictòric.
El color i la composició sempre han estat dos trets característics dins les seves obres. Proclamada colorista prodigiosa, destaca el brillant cromatisme que utilitza, lliçó que aprèn dels fauvistes, basada en l'aplicació del color de forma lliure i intensa. Menchu transforma l'ús impressionista dels colors complementaris en quelcom expressionista.
De les seves obres s'ha destacat sempre el punt de vista frontal. Utilitza la capacitat constructiva dels colors per estructurar els diversos plans del quadre. Aconsegueix distingir-los i separar-los. En els primers i segons plans augmenta les pinzellades per donar la sensació d'immediatesa, mentre que en els últims plans suavitza els tons i dilueix les taques. Cal remarcar que Menchu mai va destacar per ser una gran dibuixant, però sabia com projectar-se en el llenç.
Fou una artista reconeguda per les seves obres de paisatges, el gènere al qual es va entregar més notablement. És en repertori de paisatges de les terres castellanes i basques, la seva terra natal, on ens mostra la seva visió espontània i lírica, no una realitat naturalista, sinó una interpretació plena de caràcter i emoció. No podem obviar però, altres gèneres com el bodegó, el retrat i el nu. El que no va arribar a practicar mai va ser la pintura històrica.
Ja des de la dècada dels anys 30, quan Menchu Gal tenia poc més de 13 anys, comença a pintar paisatges on podem veure trets propis del cubisme: "Tardets (1938)", i "Retrato de mi hermana (1939)". El següent període destaquem la sobrietat del color amb ocres i vermells, on el cubisme que plasma és més intel·lectual i refinat; "La casa del campos (1960)" i "Bodegón de caza (1958)" en serien exemples. "Mata de moras" i "Tren de Playaundi" (1959-65) són obres del tercer període on Menchu Gal indaga en la puresa del color. Finalment, el quart i últim període l'artista se centra en els plans, les textures i els signes. Exemplars en serien les obres "Ramas de almendro", "El gran bosque" i "Nocturn". En aquest últim període també realitza un conjunt de retrats, melancòlics i sensibles, dedicats a la seva mare, que van des de l'Art Decó fins a l'expressionisme i fauvisme.

## Obres, exposicions i premis
Els paisatges de la Meseta i de la seva terra natal, van ser molt aviat senyal d'identitat de la seva producció, que va completar amb retrats i natures mortes. De les seves moltes exposicions destaquen: "El paisaje en la pintura española contemporánea", realitzada per la Fundació Gulbenkian de Lisboa (1971); "Las mujeres en el arte español", al centre cultural Conde-Duque, i "La Escuela de Vallecas y una nueva perspectiva del paisaje", ambdues el 1990; així com la seva participació en la Biennal de Venècia en tres ocasions.
A més dels premis nacionals referits, en 2006 va rebre el Manuel Lekuona que concedeix anualment Eusko Ikaskuntza, la Medalla d'Or de la Diputació Foral de Guipúscoa i la Medalla d'Or de l'Ajuntament d'Irun. Les seves obres s'exposen en col·leccions com la del Museu de Belles Arts de Bilbao i el Museu Reina Sofia de Madrid.

### Obra premiada (Permi Nacional d'Arts plàstiques d'Espanya)
L'obra "Un paisatge de Arrayoz" és una peça avantguardista, que destaca per la seva tècnica i qualitat. És un bloc de cases en un turó, on l'eix és l'església del poble. Utilitza quatre colors, de gamma basca de verds i roses. Els colors no s'entenen per separat sinó que es barregen entre ells, formant un conjunt, per expressar únicament l'essència del que vol explicar. Dit d'una altra manera, Menchu Gal aconsegueix suprimir les anècdotes per trobar l'esperit." 

### Premis
1933
• X Exposició d'Artistes Novells Guipuscoans, Sant Sebastià. Obté un tercer premi de 300 pessetes ex aequo amb Antonio Valverde, Héctor Arcelus i José Emperador. El Jurat està format per Julián Tellaeche, Jesús Olasagasti, Julio Beobide, Arratíbel, Sotos i Sasiain.
1936
• Guardonada al Concurs de Cartells de Belles Arts (Madrid).
1945
• Premi de Pintura, compartit amb Enrique Albizu, a la XIII Exposició d'Artistes Novells Guipuscoans (Diputació Foral de Guipúscoa).
1950
• Primer Premi del Concurs de Belles Arts, Madrid.
1951
• Beca de l'Institut Francès de Madrid. Premi de l'Excm. Ajuntament de Sant Sebastià al I Certamen de Nadal per a Artistes Guipuscoans (Sales d'Art Aranaz Darrás), al seu quadre titulat “Siega”, paisatge de Castella.
1953
Beca de la Direcció General de Relacions Culturals.
1954
• Beca de la Delegació Nacional d'Educació.
• Gran Premi d'Aquarel·la de la II Biennal Internacional d'Art del Carib.
• Tercera Medalla a l'Exposició Nacional de Belles Arts, pel quadre titulat “Retrat del pintor Zabaleta”.
Premi Diputació 1954-1955 al V Certamen de Nadal, Sant Sebastià, pel seu oli titulat “Paisatges” de Sant Joan.
1955
• Premi al millor retrat a la III Biennal Hispanoamericana d'Art concedit per l'Ajuntament de Barcelona.
• Premi Excma. Diputació de Guipúscoa al V Certamen de Nadal, pel seu quadre del port de “Passatges de Sant Joan”, pres des de la badia. Dotat amb 5.000 pts.
1956
• Accèssit al Concurs Nacional de Pintura.
• Premi de l'Excm. Ajuntament de Sant Sebastià.
• Premi al millor retrat de la Biennal de Barcelona
• Premi Províncies Basques.
1957
• Segon Premi al Concurs Nacional de Pintura convocat pel Ministeri d'Educació Nacional.
• Medalla de plata de l'Exposició Nacional de Pintura, Alacant.
• Premi de la Fira del Mar, Sant Sebastià.
1958
• Segon premi de l'Exposició Nacional de Còrdova.
1959
• Premi obtingut al Concurs Nacional de Pintura, amb un “Paisatge” del poble navarrès d'Arrayoz. L'obra passa a ser propietat de l’Estat. Amb aquest motiu rep un homenatge a l'Hotel Colón de Irún (Gipuzkoa).
1960
• Premi Biosca (Madrid), dotat amb 50.000 pessetes, a la segona edició d'aquest premi concedit per la Galeria Biosca de Madrid i instituït pel seu director Aurelio Biosca. Es disputava en concurs nacional, amb obres inèdites i entre artistes menors de quaranta anys. Obté l'accèssit “Premi Loewe” Antonio López. Formen el jurat: Daniel Vázquez diaz, Juan Antonio Gaya Nuño, Luis Felipe Vivanco, Miquel Fisac, Chueca Goitia, Figuerola Ferretti. Ramon D. Faraldo, Moreno Galván i Arbós Ballesté.
1961
• Premi de Pintura de la revista Família Espanyola, establert per premiar la millor portada de les publicacions a la revista durant 1961.
• Accèssit al Premi Loewe.
1962
• Segona Medalla a l'Exposició Nacional de Belles Arts (1962), per “Paisatge”.
1963
• Primer premi del Certamen per Defensa Contra Incendis, obté el premi “El Foc”, convocat per la Sala Aranaz Darras, de Sant Sebastià.
• Guardonada al Certamen de Valdepeñas.
1964
• Beca Juan March per a la creació artística.
1966
• El Museu de Belles Arts de Bilbao adquireix el quadre “Retrat de la meva mare”.
• Premi de l'Excma. Diputació de Guipúscoa pel seu quadre Figura en interior, penjat a l'Exposició Nacional de Belles Arts (Madrid).
2005
• Medalla d'Or de la Diputación Foral de Gipuzkoa. Concedida el 16 de març.
2006
• Premi Manuel Lekuona d'Eusko Ikaskuntza – Societat d'Estudis Bascos. Se'l lliura el 3 de maig de 2007.
• Medalla d'Or de l'Ajuntament d'Irun (Gipuzkoa).
Gener 2010
• L'Ajuntament d'Irun en col·laboració amb Kutxa inaugura la SALA MENCHU GAL a l'edifici de l'Hospital Sancho d'Urdanibia d'Irun, on s'exposa l'obra adquirida per l'Ajuntament d'Irun el 2007.